# Фон Байер (лунный кратер)
Кратер Фон Байер (лат. von Baeyer) — небольшой ударный кратер в области южного полюса на видимой стороне Луны. Название присвоено в честь немецкого химика-органика Адольфа фон Байера (1835—1917) и утверждено Международным астрономическим союзом 22 января 2009 г.

## Описание кратера

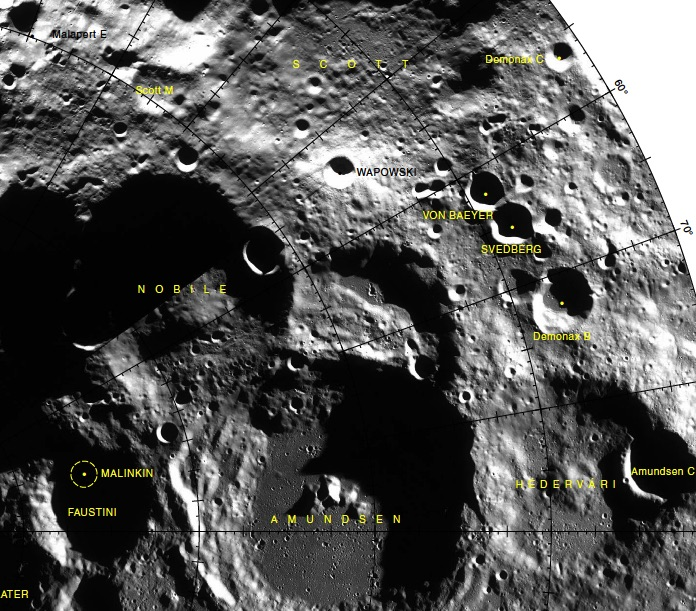
Окрестности кратера Фон Байер. Фрагмент карты LAC-144.

Ближайшими соседями кратера Фон Байер являются кратер Сведберг примыкающий к нему на востоке; кратер Демонакс на севере; кратер Хедервари на востоке; кратер Амундсен на юго-востоке и кратер Нобиле на юге-юго-западе. Селенографические координаты центра кратера 81°48′ ю. ш. 61°52′ в. д. / 81,8° ю. ш. 61,87° в. д., диаметр 13,5 км, глубина 2,2 км.
Кратер Фон Байер имеет циркулярную форму. Вал с четко очерченной кромкой. Дно чаши кратера из-за близости к южному полюсу все время находится в тени.

## Сателлитные кратеры
Отсутствуют.